# Kautzen
Kautzen es un municipio-mercado (Marktgemeinde) del distrito de Waidhofen an der Thaya, en el estado de Baja Austria (Austria).